# Exoprosopa dulcis
Exoprosopa dulcis är en tvåvingeart som beskrevs av Austen 1936. Exoprosopa dulcis ingår i släktet Exoprosopa och familjen svävflugor. Inga underarter finns listade i Catalogue of Life.